# Bellmuth
Bellmuth ist der nach Einwohnerzahl kleinste Ortsteil der Gemeinde Ranstadt im hessischen Wetteraukreis.

## Geographische Lage
Bellmuth liegt am südwestlichen Teil des Vogelsberges am Laisbach. Der Hauptort Ranstadt liegt westlich und ist über die Kreisstraße 198 zu erreichen.

## Ortsgeschichte

### Mittelalter
Die Ersterwähnung von Bellmuth erfolgte um 1040 in einer Schenkung an das Kloster Fulda. Etwa um das Jahr 1160 entstand das Kopiar Codex Eberhardi, in dem diese Schenkung als „Bellemunt“ genannt wird.

### Neuzeit
Die Statistisch-topographisch-historische Beschreibung des Großherzogthums Hessen berichtet 1830 über Bellmuth:

„Bellmuth (L. Bez. Nidda) evangel. Filialdorf; liegt 1 St. von Nidda, hat 15 Häuser und 89 Einw., die bis auf 1 Kath. evangelisch sind, und unter welchen 15 Bauern und 2 Handwerker sich befinden. Auch hat der Ort 1 Oelmühle. – Mit Bellmuth, das in einer ziemlich alten, aber undatirten fuldischen Schenkungsurkunde vorkommt, waren die von Ortenberg eine Zeitlang und bis 1345 von den Grafen von Ziegenhain belehnt.“

Ein US-Bomber stürzte am 12. Mai 1944 nahe Bellmuth ab, der bei einem Angriff auf Frankfurt beschädigt wurde. Von den zehn Besatzungsmitgliedern starben fünf.
Hessische Gebietsreform (1970–1977)
Im Zuge der Gebietsreform in Hessen fusionierten zum 1. Oktober 1971 die bis dahin selbständigen Gemeinden Ranstadt, Bellmuth, Bobenhausen I, Dauernheim und Ober-Mockstadt freiwillig zur Großgemeinde Ranstadt. Als Sitz der Gemeindeverwaltung wurde der Ortsteil Ranstadt bestimmt.
Für alle ehemals eigenständigen Gemeinden von Ranstadt wurden Ortsbezirke mit Ortsbeirat und Ortsvorsteher nach der Hessischen Gemeindeordnung gebildet.

### Verwaltungsgeschichte im Überblick
Die folgende Liste zeigt die Staaten und Verwaltungseinheiten, denen Bellmuth angehört(e):
- Vor 1450: Heiliges Römisches Reich, Grafschaft Ziegenhain, Amt Nidda, Gericht Nidda
- 1450–1495: Erbstreit zwischen der Landgrafschaft Hessen und den Grafen von Hohenlohe
- ab 1450: Heiliges Römisches Reich, Landgrafschaft Hessen, Amt Nidda, Gericht Nidda[10]
- ab 1567: Heiliges Römisches Reich, Landgrafschaft Hessen-Marburg, Amt Nidda, Gericht Nidda[11]
- 1604–1648: Heiliges Römisches Reich, strittig zwischen Landgrafschaft Hessen-Darmstadt und Landgrafschaft Hessen-Kassel (Hessenkrieg)
- ab 1604: Heiliges Römisches Reich, Landgrafschaft Hessen-Darmstadt, Amt Nidda, Gericht Nidda[12]
- 1787: Heiliges Römisches Reich, Landgrafschaft Hessen-Darmstadt, Oberfürstentum Hessen, Amt Nidda und Lißberg, Gericht Nidda[13]
- ab 1806: Großherzogtum Hessen,[Anm. 2] Fürstentum Oberhessen, Amt und (seit 1803) Gericht Nidda[14][15]
- ab 1815: Großherzogtum Hessen[Anm. 3], Provinz Oberhessen, Amt Nidda[16]
- ab 1821: Großherzogtum Hessen, Provinz Oberhessen, Landratsbezirk Nidda[17][Anm. 4]
- ab 1832: Großherzogtum Hessen, Provinz Oberhessen, Kreis Nidda
- ab 1848: Großherzogtum Hessen, Regierungsbezirk Nidda
- ab 1852: Großherzogtum Hessen, Provinz Oberhessen, Kreis Nidda
- ab 1867: Norddeutscher Bund[Anm. 5], Großherzogtum Hessen, Provinz Oberhessen, Kreis Nidda
- ab 1874: Deutsches Reich, Großherzogtum Hessen, Provinz Oberhessen, Kreis Büdingen
- ab 1918: Deutsches Reich (Weimarer Republik), Volksstaat Hessen, Provinz Oberhessen, Kreis Büdingen
- ab 1938: Deutsches Reich, Volksstaat Hessen, Landkreis Büdingen[18][Anm. 6]
- ab 1945: Amerikanische Besatzungszone,[Anm. 7] Groß-Hessen, Regierungsbezirk Darmstadt, Landkreis Büdingen
- ab 1946: Amerikanische Besatzungszone, Land Hessen, Regierungsbezirk Darmstadt, Landkreis Büdingen
- ab 1949: Bundesrepublik Deutschland, Land Hessen, Regierungsbezirk Darmstadt, Landkreis Büdingen
- ab 1971: Bundesrepublik Deutschland, Land Hessen, Regierungsbezirk Darmstadt, Landkreis Büdingen, Gemeinde Ranstadt[Anm. 8]
- ab 1972: Bundesrepublik Deutschland, Land Hessen, Regierungsbezirk Darmstadt, Wetteraukreis, Gemeinde Ranstadt

## Bevölkerung

### Einwohnerstruktur 2011
Nach den Erhebungen des Zensus 2011 lebten am Stichtag dem 9. Mai 2011 in Bellmuth 156 Einwohner. Darunter waren 3 (1,9 %) Ausländer. Nach dem Lebensalter waren 30 Einwohner unter 18 Jahren, 66 zwischen 18 und 49, 30 zwischen 50 und 64 und 27 Einwohner waren älter. Die Einwohner lebten in 69 Haushalten. Davon waren 24 Singlehaushalte, 12 Paare ohne Kinder und 24 Paare mit Kindern, sowie 9 Alleinerziehende und keine Wohngemeinschaften. In 15 Haushalten lebten ausschließlich Senioren und in 48 Haushaltungen lebten keine Senioren.

### Einwohnerentwicklung
| • 1791: | 78 Einwohner                       |
| • 1800: | 78 Einwohner                       |
| • 1806: | 88 Einwohner, 14 Häuser            |
| • 1829: | 89 Einwohner, 15 Häuser            |
| • 1867: | 115 Einwohner, 23 bewohnte Gebäude |
| • 1875: | 126 Einwohner, 22 bewohnte Gebäude |

| Bellmuth: Einwohnerzahlen von 1791 bis 2022 | Bellmuth: Einwohnerzahlen von 1791 bis 2022 | Bellmuth: Einwohnerzahlen von 1791 bis 2022 | Bellmuth: Einwohnerzahlen von 1791 bis 2022 | Bellmuth: Einwohnerzahlen von 1791 bis 2022 |
| --- | ------------------------------------------- | ------------------------------------------- | ------------------------------------------- | ------------------------------------------- |
| Jahr |                                             |                                             |                                             | Einwohner                                   |
| 1791 | 1791                                        |                                             | 78                                          | 78                                          |
| 1800 | 1800                                        |                                             | 78                                          | 78                                          |
| 1806 | 1806                                        |                                             | 88                                          | 88                                          |
| 1829 | 1829                                        |                                             | 89                                          | 89                                          |
| 1834 | 1834                                        |                                             | 120                                         | 120                                         |
| 1840 | 1840                                        |                                             | 128                                         | 128                                         |
| 1846 | 1846                                        |                                             | 129                                         | 129                                         |
| 1852 | 1852                                        |                                             | 141                                         | 141                                         |
| 1858 | 1858                                        |                                             | 128                                         | 128                                         |
| 1864 | 1864                                        |                                             | 129                                         | 129                                         |
| 1871 | 1871                                        |                                             | 123                                         | 123                                         |
| 1875 | 1875                                        |                                             | 126                                         | 126                                         |
| 1885 | 1885                                        |                                             | 141                                         | 141                                         |
| 1895 | 1895                                        |                                             | 134                                         | 134                                         |
| 1905 | 1905                                        |                                             | 143                                         | 143                                         |
| 1910 | 1910                                        |                                             | 138                                         | 138                                         |
| 1925 | 1925                                        |                                             | 139                                         | 139                                         |
| 1939 | 1939                                        |                                             | 130                                         | 130                                         |
| 1946 | 1946                                        |                                             | 187                                         | 187                                         |
| 1950 | 1950                                        |                                             | 172                                         | 172                                         |
| 1956 | 1956                                        |                                             | 149                                         | 149                                         |
| 1961 | 1961                                        |                                             | 144                                         | 144                                         |
| 1967 | 1967                                        |                                             | 147                                         | 147                                         |
| 1970 | 1970                                        |                                             | 146                                         | 146                                         |
| 1980 | 1980                                        |                                             | ?                                           | ?                                           |
| 1990 | 1990                                        |                                             | ?                                           | ?                                           |
| 2000 | 2000                                        |                                             | ?                                           | ?                                           |
| 2011 | 2011                                        |                                             | 156                                         | 156                                         |
| 2022 | 2022                                        |                                             | 185                                         | 185                                         |
| Datenquelle: Historisches Gemeindeverzeichnis für Hessen: Die Bevölkerung der Gemeinden 1834 bis 1967. Wiesbaden: Hessisches Statistisches Landesamt, 1968. Weitere Quellen: LAGIS; Zensus 2011; 2022 |                                             |                                             |                                             |                                             |

### Historische Religionszugehörigkeit
| • 1829: | 88 evangelische, einen katholischen Einwohner                     |
| • 1961: | 133 evangelische (= 92,36 %), 10 katholische (= 6,94 %) Einwohner |

## Kultur und Sehenswürdigkeiten
Die Fachwerkkirche wurde im Jahre 1731 erbaut. Neben ihr stehen heute noch das Backhaus und die Hofreite Thum.